# Wasilij Sołomin
Wasilij Anatoljewicz Sołomin (ros. Василий Анатольевич Соломин, ur. 5 stycznia 1953 w Permie, zm. 28 grudnia 1997 tamże) – radziecki bokser.
Walczył w kategorii lekkiej (do 60 kilogramów). Na mistrzostwach świata w boksie amatorskim w 1974 w Hawanie zdobył złoty medal, wygrywając w finale z Simionem Cuțovem z Rumunii. Zdobył brązowy medal na letnich igrzyskach olimpijskich w 1976 w Montrealu, przegrywając w półfinale z Cuțovem.